# 魯甸地震
魯甸地震（ろでんじしん）とは、2014年8月3日16時30分頃 (UTC+8:00)、中華人民共和国雲南省昭通市魯甸県竜頭山鎮で発生した地震である。「雲南省地震」「中国雲南省地震」「中国雲南地震」「雲南魯甸地震」とも呼ばれる。中国現地では「昭通地震」の呼称も用いられている。昭通市区から約49km離れた昆明、重慶、成都、西安などでも地震観測された。

## 被害
| 被害       | 魯甸県                   | 巧家県                 | 昭陽区           | 会沢県                 | 合計                  |
| ---------- | ------------------------ | ---------------------- | ---------------- | ---------------------- | --------------------- |
| 死者       | 526（8日15時まで）       | 78（8日15時まで）      | 1（8日15時まで） | 12（8日15時まで）      | 617（8日15時まで）    |
| 負傷者     | 1,713（5日14時30分まで） | 290（5日14時30分まで） | ?                | 370（5日14時30分まで） | 3,143 （8日15時まで） |
| 行方不明者 | 109（8日15時まで）       | 3（8日15時まで）       | 0                | 0                      | 112（8日15時まで）    |

8月8日15時（UTC+8:00）の雲南省民政庁の発表によると、死者617人、行方不明者112人、負傷者は少なくとも3,143人に上っている。同じく8月5日14時30分時点の発表では死者410人、行方不明者12人などとなっていて、増加傾向にある。
土砂崩れにより会沢県紙廠郷江辺村の牛欄江などで川の流れがせき止められ、複数の天然ダムが形成されているのが確認された。

## 背景
昭通-魯甸断層帯で起こった地震で200キロ圏内でM5級の地震が44回記録されている。
2013年では100キロの範囲内ではM3～M5級が発生していた。

## 余震
余震は8月6日21:00(UTC+9:00)までに763回以上（M3.0以上は9回以上）起きている（中国地震局より）。最大の余震はM4.2の地震だった。

## 救援
習近平総書記と李克強総理は直ちに支援や援助を指示した。
国家減災事務総長、民政部副部長の姜力や国務院関係者を率いて中国共産党中央委員会、国務院の哀悼の意を代表して被災地へ赴いた。
8月4日午前に中国共産党中央政治局常務委員と李克強総理などの関係者が被災地の状況救援活動視察のために被災地に赴いた。
午後2時に被災地に到着したが、道路が深刻な被害を受けていることから5km歩くこととなった。

## 分析
中国地震局の分析によると、耐震性がない家が多く、高い人口密度、震源が浅かったことM6.5の地震でこれほどの多くの死傷者の数が出た。
2000年以来では、最大級の地震の発生で被害は広範囲に及び、昭通市魯甸県、巧家県、昭陽区、曲靖市、会沢県で死者が出た。
特に被害が酷かった魯甸県では人口密度が265人/平方キロメートルと全省の平均値の2倍の人口密集地区であった。
中国の中では、経済水準が低く貧困が多い県で農村ではレンガを合わせた土木構造をした住宅が一般的で耐震性がなかったことが原因。
12kmの浅い震源であったことから地盤に強い揺れを生じた。
被災地は、険しい地形で複雑な構造をしており、雨季、落石、地滑り、土砂崩れ、堰止湖など二次災害が起こりやすいところであった。

## 各界の対応
- 香港：香港特別行政区行政長官の梁振英は8月4日に政府と国民を代表し、被災者被害者に深い哀悼の意を表明した。香港赤十字社は、地元の救援活動を支援するためにHK50万ドル（約39万元）の資金援助を行った。[13]
- マカオ：マカオ特別行政区行政長官の崔世安は8月4日に哀悼と最大限の支援を表明した。
- 台湾：海峡交流基金会は海峡両岸関係協会に対して、必要に応じて大陸方面の援助する意を述べた。

## 国際
- 国際連合:潘基文事務総長は、地震によって住宅やインフラなどの破壊の損失は非常に残念と思うとともに、中国政府と犠牲者の家族に哀悼の意を表明した
- ロシア:ウラジーミル・プーチン大統領は習近平に被害者に哀悼の意を表明し、災害救援のために必要な援助を提供する意を述べた。
- アメリカ:現地時間の3日にホワイトハウス、アメリカ国家安全保障会議は被害者に心から哀悼の意を示すともに、支援を提供する用意があると述べた。
- カナダ:3日、カナダ外交部は被害者に心から哀悼の意を示すともに、中国の援助提供する用意があると述べた。
- 日本:安倍晋三総理は習近平と李克強にお悔やみのメッセージを伝えた。菅義偉官房長官4日の午前の記者会見で災害救援の参加する表明をした。
- 韓国:朴槿恵大統領は、習近平に哀悼の意を表明した。

## 義捐
2014年8月15日17時までに集まった地震への義援金は5.361878億元であった。

## 政府自治体
- 北京市人民政府：1000万元
- 上海市人民政府：1000万元
- 李嘉誠基金会：3000万元
- 張家口市財政局：100万元
- 山西、遼寧、深圳から500万元。
- 永善県：100万元
- マカオ赤十字社：30万元
- 雲南省党委員会組織部：100万元
- 江西省赤十字社：10万元
- サンフランシスコ僑社：5万米ドル

### 企業
- 雲南煙草専売局：1000万元
- 雲南タバコ工業株式会社：1000万元
- 中国石油天然気集団：500万元
- 雲南省農村信用協同組合：500万元
- ゼネラル・エレクトリック：300万元
- 五粮液：400万元
- 華潤集団：500万元
- 万達集団：1000万元
- 騰訊基金会：500万元
- 百度基金会：500万元
- 小米科技：100万元
- 網易：300万元
- 奇虎360：300万元
- 京東集団：500万元と救援物資
- アリババグループ：500万元
- 迅雷公司：100万元
- 伊利集団：500万元
- ハイアール・グループ：600万元
- 恒大集団：中国扶貧基金会を通して、資金1000万元と200万本のボトルミネラルウォーター。
- 加多宝集団：中国扶貧基金会を通して、200の避難用テント、ハーブティーや崑崙山脈のミネラルウォーターなどの救援物資を輸送した。
- 蒙牛乳業：中国赤十字社を通して、被災地に2000箱の牛乳。
- 台湾同胞投資企業協会連合会：200万元
- 旺旺集団：200万元
- 台湾投資企業の北京協会：100万元
- 中国工商銀行：500万元
- 中国建設銀行：500万元
- 国家開発銀行：500万元
- Apple：1000万元
- 太平洋保険：500万元
- ニコン：300万元
- サムスングループ：3000万元
- 招商銀行：500万元
- 交通銀行：500万元
- 国美グループ：500万元
- 中国人民保険：1000万元

### 個人
- 陳暁坤：1万元
- 阿迪力・麦麦提吐熱：50万元の一万斤切糕。
- 韓紅：100万元
- 黄暁明：10万元
- 張国立：50万元
- 周傑倫：50万元
- 何晟銘：50万元